# Balsasskrikuv
Balsasskrikuv (Megascops seductus) är en fågel i familjen ugglor inom ordningen ugglefåglar. Den är endemisk för sydvästra Mexiko.

## Utseende och läte
Balsasskrikuven är liksom alla skrikuvar en liten uggla med stort huvud och kort stjärt. Denna art är förhållandevis stor, med kroppslängden 24–27 cm. Ovansidan är brun och grå med mörkare streckning och vitspetsade skapularer som formar en kontrasterande linje med vita fläckar. Ansiktsskivan är gråbrun med en smal svart kant runt. Förlängda fjädrar ovan ögonen formar ett par "öron". Undersidan är vitaktig med mörka spolstreck och smala mörka tvärband. Ögonen är bruna istället för gula som hos de flesta andra skrikuvar. Sången består av en rätt högljudd serie barska toner som accelererar till en drill.

## Utbredning och systematik
Fågeln förekommer i sydvästra Mexiko (från södra Jalisco och Colima till västra Guerrero). Den behandlas som monotypisk, det vill säga att den inte delas in i några underarter. 

## Levnadssätt
Balsasskrikuven hittas i öppna torra lövskogar och buskmarker med törnsnår och kaktusar. Dess bo har inte hittats, men tros häcka i träd- eller kaktushål likt andra skrikuvar. Födan består av insekter och andra ryggradslösa djur, men även små ryggradsdjur.

## Status och hot
Arten har ett rätt stort utbredningsområde, men tros minska i antal, dock inte tillräckligt kraftigt för att den ska betraktas som hotad. Internationella naturvårdsunionen IUCN listar därför arten som livskraftig (LC). Fram till 2014 listades den istället som nära hotad, men studier visar att utbredningsområdet är större än man tidigare trott. Beståndet uppskattas till färre än 50 000 individer.

## Namn
Balsas är namnet på en flod i sydcentrala Mexiko.